# Aixecament de Nanchang

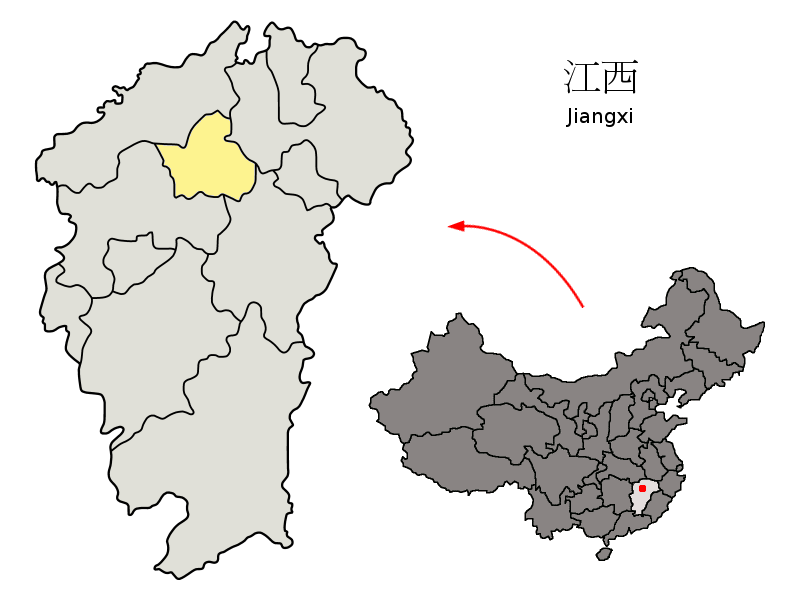
Situació geogràfica de Nanchang

L'Aixecament de Nanchang (xinès tradicional: 南昌起義, xinès simplificat: 南昌起义, pinyin: Nánchāng Qǐyì), fou el primer enfrontament armat entre el Kuomintang (KMT) i el Partit Comunista de la Xina a Nanchang (província de Jiangxi) en el marc de la repressió que el partit nacionalista sotmetia als militants comunistes, a l'inici de la Guerra Civil Xinesa.
L'inspirador de la rebel·lió fou Zhou Enlai i el cap militar més destacat fou Zhu De. Va iniciar-se el dia 1 d'agost de 1927, i els revolucionaris es van escapar del contraatac del KMT i van refugiar-se a les muntanyes Jinggang, tot i que el pla iniciar era arribar a Guangzhou, on hi havia una altra rebel·lió. El paper que posteriorment se li va atorgar a Mao Zedong ha estat qüestionat per diferents autors. Per al Partit Comunista aquest aixecament va ser el germen de l'Exèrcit Popular d'Alliberament (Exèrcit Roig).